# 1717 год в науке
В 1717 году в науке и технике произошло несколько значимых событий.

## Биология
- Томас Фэйрчайлд, садовод и лесовод из Хокстона в лондонском Ист-Энде, стал первым в истории человеком, создавшим межвидовой гибрид растений[1].
- Джеймс Петивер опубликовал Papilionum Brittaniae Icones, первую книгу, посвящённую исключительно британским бабочкам, в которой автор дал английские названия для целого ряда видов[2].

## Родились
- 5 июня — Эмануэль Мендес да Коста[англ.], английский ботаник, естествоиспытатель и философ, коллекционер ценных заметок и рукописей, а также литературных анекдотов (умер в 1791).
- 28 июня — Мэтью Стюарт, шотландский священник и математик (умер в 1785).
- 11 сентября — Пер Вильгельм Варгентин, шведский астроном, демограф и статистик (умер в 1783).
- 16 ноября — Жан Лерон Д’Аламбер, французский энциклопедист, философ, математик и механик (умер в 1783).
- дата неизвестна — Пьер Ле Руа[англ.], французский часовщик, изобретатель дуплексного спускового механизма с температурной компенсацией баланса и изохронной пружиной баланса (умер в 1785).
- дата неизвестна — Вильгельм Фридрих фон Глайхен[англ.], немецкий микроскопист (умер в 1783).

## Умерли
- 13 января — Мария Сибилла Мериан, немецкая художница и гравёр времён барокко, энтомолог (род. в 1647).
- 8 марта — Абрахам Дарби I, английский промышленник, разработал метод производства чугуна в доменной печи с использованием кокса, а не угля (род. в 1678).